# マックスファクトリー
株式会社マックスファクトリー（英: MAX FACTORY, INC.）は日本のフィギュア、玩具などの企画・制作（原型製作）・製造、映像の企画制作を行っているメーカー。

## 概要
プロモデラーのMAX渡辺が代表を務めるガレージキットメーカー。いわゆる美少女フィギュアからロボットものなども企画・製作・製造などを行っている。2014年にはプラモデル事業に参入。同年7月4日に有限会社から株式会社に改組した。
figmaを始めフィギュア・プラモデルの企画・開発は同社が行い、販売をグッドスマイルカンパニーが担当している。ワンダーフェスティバルなどの各種展示会・イベントへの出展も、グッドスマイルカンパニーと共同で行っている。本社も両社とも、2012年6月までは千葉県松戸市内に、同年7月からは東京スカイツリーイーストタワーの同一フロアに、2016年1月からは東京都千代田区の同一ビル内に置いている。
かつてはインド料理を基軸とした飲食店事業を展開、東京都千代田区（山王パークタワーB1）の「スパイスダイナー」（旧印度亭溜池山王店）と東京都中央区の「MilePost Cafe」の2店舗を経営していた。2014年10月までは松戸市内のグッドスマイルカンパニーが以前入居していたビルの違う階にインド料理店「印度亭」があった。

### Poloシステム
フィギュアの衣装を伸縮素材にする事で着脱を容易にしたもの。一部の製品には服が分離できる仕様の物も存在する。愛好家の間では高く評価されている。製品によっては元に戻すことが困難な場合がある。

## 主な商品
- 35MAX（サンゴー・マックス）
- figma - 販売はグッドスマイルカンパニー。
- PLAMAX
- PLAMATEA
- コピックモデラー
- MAX合金
- native（アダルトフィギュア・ゲームブランド）
  - se・きらら（アダルトゲーム）